# Vargem Alta
Vargem Alta es un municipio del estado de Espírito Santo, en Brasil.

## Geografía
Se localiza a 20°, 40’ e 17" de latitud sur y 41°, 39’ e 37" longitud al occidente de Greenwich. Tiene una superficie de 417 km², equivalente al 0,91% do territorio del estado.  Limita al norte con el municipio de Domingos Martins; al sur con Itapemirim; al oriente con Rio Novo do Sul e Alfredo Chaves e a oeste, com Cachoeiro de Itapemirim y Castelo. Dista de Vitória cerca de 136 km.
Además de la cabecera municipal, con altitud de 620 m, comprende los distritos de Castelinho, Jaciguá, Prosperidade e São José de Fruteiras.  
El relieve varía de muy ondulado a montañoso, poseyendo caídas de aágua que forman numerosas cascadas. El punto más elevado es la Piedra del Canudal, con 870 m de altitud.  Las cuencas hidrográficas son las de los ríos Novo e Itapemirim, cuyas áreas alcanzan de 184 y 233 km², respectivamente, destacándose como principales ríos el Fruteiras y el Novo.  

## Clima
Con relación a la caracterización hídrica, hay un período húmedo o estación lluviosa de 10 meses, siendo parcialmente secos los meses de agosto y septiembre. El índice de humedad en el verano es de 1,57% y en el inverno de 0,92%. En la parte norte es frecuente la precipitación de granizo en el período comprendido de junio a agosto.  La temperatura en la época más caliente del verano fluctúa en torno de 30,3°C y la mínima en el mes más frío de invierno es de aproximadamente 11,5°C.

## Historia
En los inicios de la colonización portuguesa se instalaron haciendas esclavistas en la región, que fueron desactivadas antes del comienzo de la inmigración italiana, en el siglo XIX.
La colonización en el municipio se activó con la donación de tierras en reinado de Don Pedro II. El clima atrajo una parte de las inmigrantes italianos de la colonia de Rio Novo do Sul hacia los actuales municipios de Vargem Alta, Venda Nova do Imigrante y otros. Estos inmigrantes primero se establecieron en las comunidades de Boa Esperança, Jaciguá y Concórdia y progresivamente colonizaron Vargem Alta, Prosperidade, Pombal, São José de Fruteiras e Castelinho.
Actualmente el municipio de Vargem Alta es atravesado longitudinalmente de norte a sur por la carretera ES-164 (Rodovia Geraldo Sartório). La Estrada de Ferro Leopoldina también cruza el territorio y fue la responsable de gran parte de la historia municipal, por el crecimiento económico y la formación dos núcleos poblacionales, surgidos tras su construcción. De la localidad de Prosperidade, fue extraído en 1957 el primero bloque de mármol en el estado de Espírito Santo, inaugurando la fase de explotación y procesamiento de rocas ornamentales del Estado.
La constitución del municipio ocurrió en marzo de 1988, tras un plebiscito en el cual el 87 % de la población se mostró favorable a la separación del municipio de Cachoeiro de Itapemirim, al cual pertenecía el territorio de Vargem Grande.